# Inanda (KwaZulu-Natal)

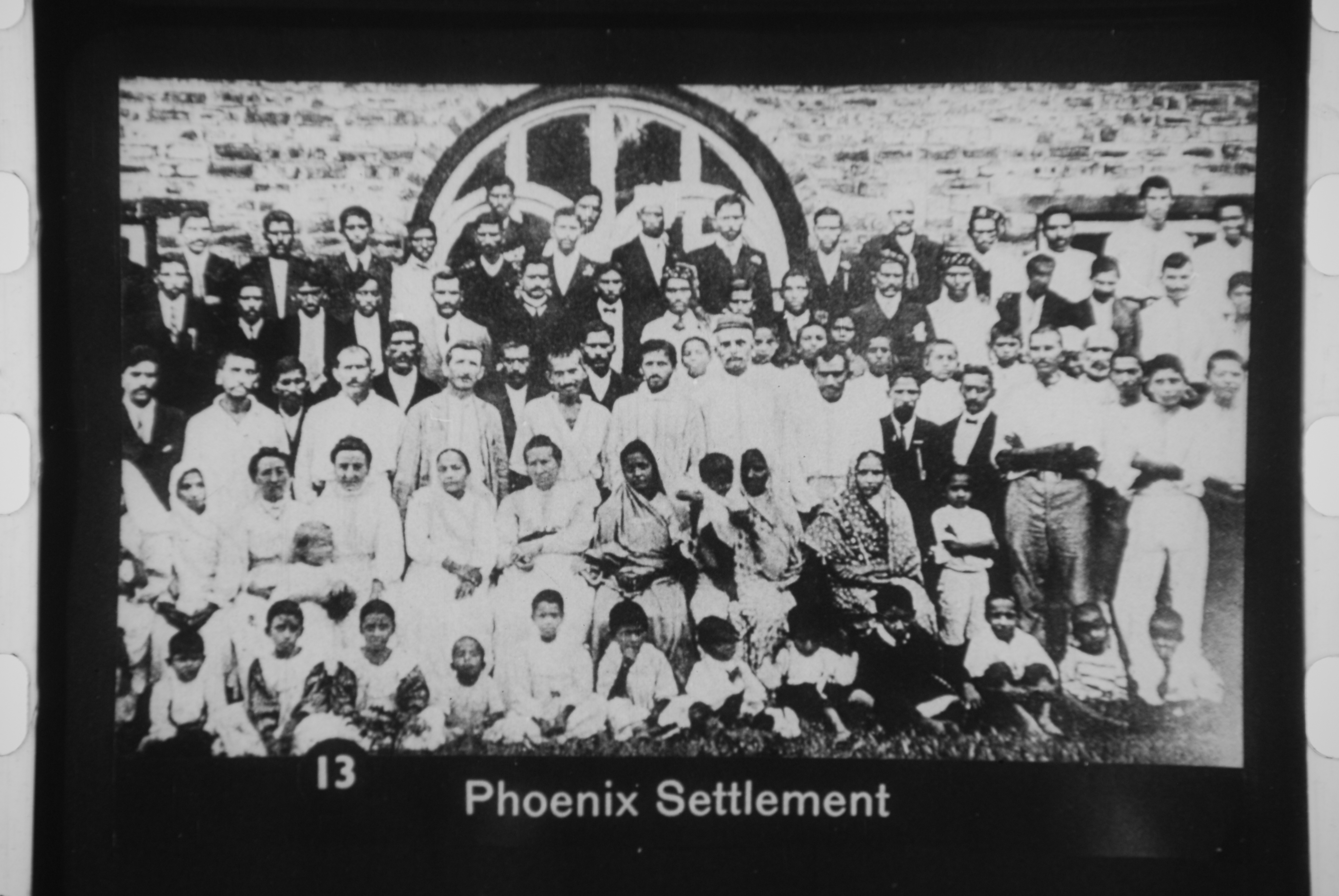
Bewohner des Phoenix Settlement

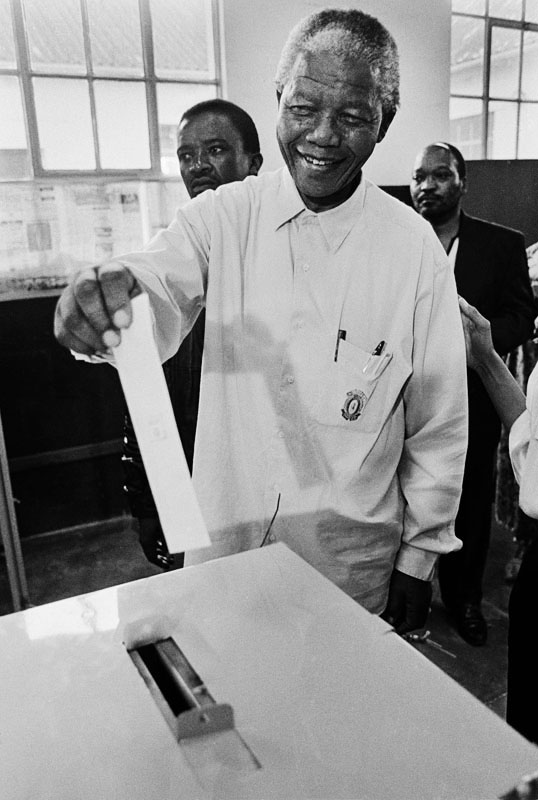
Mandela 1994 bei der Stimmabgabe in Inanda

Inanda (isiZulu, deutsch etwa: ‚angenehmer Ort‘) ist ein Ort in der südafrikanischen Provinz KwaZulu-Natal. Er ist Teil der Metropolgemeinde eThekwini. Inanda ist bekannt als Geburtsort von John Langalibalele Dube, des ersten Präsidenten des South African Natives National Congress und späteren ANC, und als Wirkungsstätte Mahatma Gandhis.

## Geographie
2011 hatte Inanda 158.619 Einwohner. Nach Durban im Südosten sind es rund 25 Kilometer. In der Umgebung liegen mit KwaMashu und Ntuzuma weitere Ortschaften von eThekwini. Zusammen werden sie kurz als INK bezeichnet; INK hat über eine halbe Million Einwohner und wird wegen seiner Armut als Entwicklungsschwerpunkt betrachtet.
Inanda ist in kleinere Teile gegliedert, etwa Amatikwe, Newtowns A, B und C, Inanda Glebe, Amaoti, Emachobeni und Dube Village. Westlich Inandas liegt die Talsperre Inanda Dam, die vom Umgeni gespeist wird.

## Geschichte
Inanda war ursprünglich eine Farm von Buren in der damaligen Republik Natalia.
1871 wurde der spätere SANNC-Vorsitzende John Langalibalele Dube in einer US-amerikanischen Missionsstation in Inanda geboren. Dube gründete 1903 in seinem Geburtsort die Zeitung Ilanga laseNatali (etwa: „Die Sonne Natals“). Er ließ in Ilanda mehrere Schulen errichten, die bis heute bestehen. In der Ohlange High School gab Nelson Mandela bei den ersten freien Wahlen 1994 seine Stimme ab.
1904 gründete Mahatma Gandhi, der seit 1893 in Durban gelebt hatte, am Nordwestrand Inandas das Phoenix Settlement, eine dorfähnliche Siedlung, von der aus Gandhi seine Bewegung des passiven Widerstandes (genauer: Satyagraha) lenkte. Jede Familie erhielt zwei Acres Land. In der Siedlung gab es unter anderem ein Pressehaus mit Druckerei, in dem die oppositionelle Zeitung Indian Opinion in vier Sprachen erschien. Sie bestand bis 1961; das Pressehaus wurde anschließend zu einer Klinik umgebaut. Auch nach Gandhis Abreise aus Südafrika im Jahr 1914 blieb die Siedlung erhalten und wurde lange von seinem Sohn Manilal Gandhi und später von dessen Witwe geleitet. Ab den 1960er Jahren entstanden in der Nachbarschaft informelle Siedlungen, darunter in den frühen 1980er Jahren die Siedlung Bhambayi rund um Phoenix Settlement. 1985 brachen dort Unruhen aus, bei denen viele Gebäude der historischen Siedlung zerstört wurden. Erst 2000 begann auf Initiative des Präsidenten Thabo Mbeki der Wiederaufbau. Heute besteht dort das Gandhi Museum and Library.
1910 gründete der Zulu-Priester Isaiah Shembe in Inanda die Nazareth Baptist Church, kurz Shembe, die als erste Kirche Südafrikas die christliche Lehre mit traditionellen Bräuchen verband. Sie spaltete sich seither mehrfach; das Gründungsgebäude ekuPhakameni dient bis heute Zwecken der Kirche.

## Wirtschaft und Verkehr
Inanda ist Sitz von Inanda FM, einer auf Englisch und isiZulu sendenden Rundfunkstation, die in ganz KwaZulu-Natal empfangen werden kann.
Die Inanda Heritage Route verbindet die historischen Stätten Inandas.

## Persönlichkeiten
- John Langalibalele Dube (1871–1946), erster Präsident des SANNC, geboren und beerdigt in Inanda[4]
- Pixley ka Isaka Seme (1881–1951), Präsident des ANC 1930–1936, geboren in Inanda
- Ela Gandhi (* 1940), Friedensaktivistin und Politikerin, geboren im Phoenix Settlement
- Busi Mhlongo (1947–2010), Sängerin und Songwriterin, geboren in Inanda
- Musa Manzini (1971–2023), Jazzmusiker, geboren in Inanda